# Малинво, Эдмон
Эдмо́н Малинво́ (фр. Edmond Malinvaud; 25 апреля 1923 года, Лимож, Франция — 7 марта 2015 года, Париж) — французский экономист-теоретик, эконометрист. Почётный профессор Коллеж де Франс.

## Биография
Образование получил в парижских Политехнической школе и Национальной школе статистики и административной экономики (впоследствии в 1962—1966 был директором этого учебного заведения). Долгое время работал в Национальном институте статистики и экономических исследований (директор с 1974 по 1987 гг.). Профессор Коллеж де Франс (1988—1993). Первый председатель Папской академии общественных наук. В качестве приглашенного профессора работал в Калифорнийском университете (Беркли).
Лауреат премии Ректенвальда (1995). Командор ордена Почётного легиона (1986). Президент Эконометрического общества (1963). Президент Международной экономической ассоциации (1974—1977). Президент Французской ассоциации экономических наук (1986—1987). Входил в редколлегию журнала De Economist. Член-корреспондент Британской академии (1973), иностранный член Национальной академии наук США (1977).

## Основные произведения
- «Статистические методы в эконометрике» (Statistical Methods in Econometrics, 1964);
  - Маленво Э. Статистические методы эконометрии. Выпуск 1. — М.: Статистика, 1975. — 424 с.
  - Маленво Э. Статистические методы эконометрии. Выпуск 2. — М.: Статистика, 1976. — 329 с.
- Лекции по микроэкономическому анализу = Leçons de Théorie Microéconomique (1969)/ Перевод с фр. Х. А. Атакшиева. Под ред. К. А. Багриновского. — М. : Наука, 1985. — 390 с. : ил.
- «Макроэкономическая теория» в 2-х тт. (Théorie Macroéconomique, 2 volumes, 1981- 2).